# Emma Hamilton (attrice)
Emma Hamilton (Melbourne, 1984) è un'attrice e sceneggiatrice australiana naturalizzata britannica, in televisione, è apparsa come protagonista della serie nel thriller drammatico di Nine Network Hyde & Seek (2016), insieme a ruoli regolari come Anne Stanhope nel dramma storico della Showtime I Tudors.

## Inizi
Hamilton si è formata alla Royal Academy of Dramatic Art.

## Filmografia parziale

### Serie TV
- I Tudors (2009-2010)
- Poirot (2013)
- Mr Selfridge (2016)
- Hyde & Seek (2016)
- RFDS - Royal Flying Doctor Service (2021)